# 秋山ちえ子の談話室
『秋山ちえ子の談話室』（あきやまちえこのだんわしつ）は、かつてTBSラジオをキーステーションにJRN系列で平日（月曜日 - 金曜日）朝に放送していたラジオ番組である。

## 概要
エッセイストで評論家の秋山ちえ子がパーソナリティを務め、毎回1つの題材（時事問題や書籍など）について談話するというスタイルの番組だった。普段テレビや新聞などの大メディアでは埋もれてしまいがちな疑問・怒り・話題を主婦・女性の視点で聴取者に送り続け、電波を用いたジャーナリズムを貫き通した。この番組での功績が認められ、秋山は1991年に菊池寛賞を受賞した。
1968年から毎年終戦の日の8月15日に、戦時中の実話に基づく童話『かわいそうなぞう』を紹介・朗読した。

## 放送期間
1957年9月2日、TBSの前身・ラジオ東京（KR）の番組『昼の話題』として放送を開始した。1970年、『秋山ちえ子の談話室』に番組タイトルを変更し、2002年10月4日に放送を終了した。総放送回数は12,512回。同一人物が45年に渡って放送し続けたのは世界的にも稀有な例であったが、1967年1月2日から2013年9月27日まで放送した『永六輔の誰かとどこかで』の放送回数が12,629回となり、記録を更新した。
1981年1月31日までは月曜日から土曜日までの放送で、同年2月2日から終了までは月曜日から金曜日までの放送だった。後期は月曜日はTBSラジオ、同時ネット局のみ生放送で、その他の曜日は録音放送（月曜日に収録。時差遅れ放送局は月曜日でも録音）だった。

## オープニング ナレーション
後述のネット局の配信の関係で、タイトルコールは微妙に違っていた。ナレーションは同一の女性アナウンサー(少なくとも1995年以降は西村知江子、当時「ゆうゆうワイド」月曜パートナー)が行った。
- TBSラジオ - テーマソングをバックに「秋山ちえ子の談話室、東京電力の提供でお送りします」（末期）
- それ以外のネット局 - BGM無しで「秋山ちえ子の談話室」とコールして、その後はテーマソングが延々と流れる（ローカル協賛社がある場合、そのテーマソングをバックに提供読みがあった）。

その後は各局共通で、女性アナウンサーが「この時間は、毎日の暮らしの中からいろいろな話題を拾って、秋山ちえ子さんがお話になります。 それでは、秋山さんお願いします」
「お願いします」の部分で「どうぞ」と言っていた時期があった。

## 当時のネット局
東京から全国に放送される関係で、タイトル音楽が流れた後に、ローカルからネットにつなぐためのタイムラグが発生していた。

### TBSラジオ
TBSラジオでは1971年10月1日までは独立番組で、同年10月4日より『こんちワ近石真介です』 → 『スーパーワイドぴいぷる』 → 『大沢悠里のゆうゆうワイド』に内包した。土曜日に放送した時期は『永六輔の土曜ワイドラジオTokyo』 → 『土曜ワイドラジオTOKYO』に内包した。
放送時間は『昼の話題』時代は正午のラジオ東京ニュース → TBSニュースに続いて、12:15 - 12:25に放送した。現行に改題してからは10:00 - 10:10に枠移動した。番組初期の提供スポンサーは大洋漁業（マルハを経て、現在のマルハニチロ）、末期は東京電力。いずれもTBSラジオのみのローカルスポンサーだった
1988年以降は元日の「ニューイヤー駅伝」の中継を行う際は8:15 - 8:25に枠移動した。この場合は提供スポンサーは無く、ネット局と同様のスタイルで放送した。
『大沢悠里のゆうゆうワイド』のパーソナリティを務めた大沢悠里は「お色気大賞が放送されていても、この人のコーナーが放送されていた時代は背筋がピンと引き締まり、特に『かわいそうなぞう』の朗読が放送される日（＝8月15日）に重なったら、更に身の引き締まる思いになった」という。今でも（秋山がゲスト出演する際に掛けられる）タイトルコールを聞くと背筋が引き締まるとのこと。

### その他
- IBC岩手放送
- 北日本放送

- 北陸放送
- 静岡放送

- 山陽放送
- 四国放送

- 大分放送
- 琉球放送

- 山梨放送
- 南日本放送

- 長崎放送

## 番組終了後
この番組の終了後、TBS側からの強い慰留によって『秋山ちえ子の日曜談話室』を週1回・30分の放送で継続したが、2005年10月2日をもって終了した。同時に秋山は放送界から引退すると公言していたが、その後はNHKラジオ第1放送の平日朝の番組（『きょうも元気でわくわくラジオ』→『ラジオビタミン』）に不定期出演していた。また、毎年8月15日（終戦の日）にはTBS『大沢悠里のゆうゆうワイド』に出演し、前述の「かわいそうなぞう」の朗読を行っていた。
2016年4月6日、秋山が99歳で死去した。2016年はこの訃報を受け、4月16日放送の『大沢悠里のゆうゆうワイド土曜日版』で前年2015年に録音された朗読を放送し、同年8月13日の『 - 土曜日版』でも録音朗読を放送した。これ以降は『 - 土曜日版』が終了する前年の2021年まで秋山の録音朗読を放送した。